# Zingiber longipedunculatum
Zingiber longipedunculatum är en enhjärtbladig växtart som beskrevs av Henry Nicholas Ridley. Zingiber longipedunculatum ingår i släktet Zingiber och familjen Zingiberaceae. Inga underarter finns listade i Catalogue of Life.